# ドイツの行政管区
ドイツの最大の行政区分である州（独: Land）の下位の行政区分として県（独: Regierungsbezirk）がある。ここには州政府の内務省を上級官庁とする県庁 (Regierungspräsidium) が県行政を所管し、県知事 (Regierungspräsident) がそれを監督する。県知事は公選ではなく、州政府から派遣される行政官である。これ故に県行政長官とも呼ばれる。現在ある Regierungsbezirk は「行政管区」あるいは「行政区域」とも訳される。

2008年8月1日現在の行政管区。2000年以降に解消された行政管区も記載されている。

## 歴史
プロイセン王国は1808年から1816年にかけてその領域を Provinz （州）とその下位の Regierungsbezirk (県）に区分した。1906年には35 県を数えた。これが Regierungsbezirk の最初の用例である。1871年に建国されたドイツ国で、これを構成した各邦国 (Bundesstaat) にも同様なレベルの行政区分があった。その名称はさまざまで、バイエルン王国やヴュルテンベルク王国では "Kreis" 、ヘッセン大公国は "Provinz" 、バーデン大公国では "Landeskommissarischer Bezirk" 、ザクセン王国は "Kreishauptmannschaft" と呼ばれた。1933年に始まるナチス・ドイツ時代に各州の主権はドイツ国に委譲され、プロイセン式の名称である Regierungsbezirk に全土に統一された。
ドイツ西部では第二次世界大戦後の占領期においてはイギリスやフランス等各占領国の地方行政に関する影響を受け、この占領期を経て、Regierungsbezirk が復活した。県行政を所管する州政府の中級官庁（県庁）はバイエルン州では "Regierung" 、バーデン＝ヴュルテンベルク州、ザクセン州、ヘッセン州では "Regierungspräsidium" 、ノルトライン＝ヴェストファーレン州では "Bezirksregierung" とさまざまに呼ばれる。
ソ連に占領されていたドイツ東部ではドイツ民主共和国が1949年に建国され、1952年に改革の一環として政府は、行政区画の「州」を廃止、東ベルリンを除くその領域すべてを 14 の "Bezirk" （県）に細分した。その行政区分は戦前の "Regierungsbezirk" （県）と合致するものでない。1990年の再統一後、旧ドイツ民主共和国の領域に新しく設けられた5州のうちザクセン州とザクセン＝アンハルト州に "Regierungsbezirk" が復活した。

## 現在ある県
下記の州に県がある。
- バーデン＝ヴュルテンベルク州：フライブルク県、カールスルーエ県、シュトゥットガルト県、テュービンゲン県。
- バイエルン州：オーバーバイエルン県、ニーダーバイエルン県、オーバープファルツ県、オーバーフランケン県、ミッテルフランケン県、ウンターフランケン県、シュヴァーベン県。
- ヘッセン州：ダルムシュタット県、ギーセン県、カッセル県。
- ノルトライン＝ヴェストファーレン州：アルンスベルク県、ケルン県、デトモルト県、デュッセルドルフ県、ミュンスター県。

## かつて存在した県
- 1944年以前に解消された県：
  - ベルリン県（ブランデンブルク州、1822年解消）
  - クレーヴェ県（ユーリヒ＝クレーヴェ＝ベルク州、1822年解消）
  - ライヒェンバッハ県（シュレージエン州、1932年解消）
  - シュトラールズント県（ポンメルン州、1932年解消）
  - ヴェストプロイセン県（オストプロイセン州、1939年解消）
- ヴェルサイユ条約により1920年にポーランドに割譲され、1939年のポーランド侵攻により失地回復、1945年ドイツの敗北により再び喪失した：
  - ブロンベルク県（ポーゼン州/ダンツィヒ＝ヴェストプロイセン）
  - ダンツィヒ県（ヴェストプロイセン州/ダンツィヒ＝ヴェストプロイセン）
  - マリーエンヴェルダー県（ヴェストプロイセン州/ダンツィヒ＝ヴェストプロイセン）
  - ポーゼン県（ポーゼン州/ヴァルテラント）
- 1939年にポーランドからドイツに併合され、1945年ドイツ敗北により解消された県：
  - ホーエンザルツァ県（ヴァルテラント）
  - カトヴィッツ県（シュレージエン州）
  - リッツマンシュタット県（ヴァルテラント、1941年まではカーリシュ県と称した）
  - ツィヘナウ県（オストプロイセン州）
- 1945年ドイツ東部がソ連、ポーランドに占領されたために消失した：
  - アレンシュタイン県（オストプロイセン州）
  - ブレスラウ県（シュレージエン州）
  - グムビネン県（オストプロイセン州）
  - ケスリーン県（ポンメルン州）
  - ケーニヒスベルク県（オストプロイセン州）
  - リーグニッツ県（シュレージエン州）
  - オッペルン県（シュレージエン州）
  - シュナイデミュール県（ポンメルン州）
  - シュテティーン県（ポンメルン州）
- 1945年の西側占領軍地域の行政改革により解消された県：
  - ミンデン県（ノルトライン＝ヴェストファーレン州、1947年）
  - ジークマリンゲン県（ホーエンツォレルン州、1946年）
- 1945年のソ連軍占領地域の行政改革により、あるいは1952年のドイツ民主共和国の行政改革により解消された県：
  - エアフルト県（テューリンゲン州、1945年）
  - フランクフルト・アン・デア・オーダー県（ブランデンブルク州、1952年）
  - ハレ県（ザクセン＝アンハルト州、1952年、1990年の再統一後復活）
  - マクデブルク県（ザクセン＝アンハルト州、1952年、1990年の再統一後復活）
  - メルゼブルク県（ハレ＝メルゼブルク州、1945年）
  - ポツダム県（ブランデンブルク州、1952年）
- 1952年に連合軍占領下からドイツ連邦共和国に移り、バーデン＝ヴュルテンベルク州が創設された際に改名：
  - バーデン県（Baden, Landesbezirk バーデン＝ヴュルテンベルク州）
  - ヴュルテンベルク県（Württemberg, Landesbezirk バーデン＝ヴュルテンベルク州）
- 2000年代以降の再編で解消された県
  - ラインラント＝プファルツ州（2000年1月1日） : コブレンツ県（英語版、ドイツ語版）、ラインヘッセン＝プファルツ県（英語版、ドイツ語版）、トリーア県（英語版、ドイツ語版）
  - ザクセン＝アンハルト州（2004年1月1日） : デッサウ県（英語版、ドイツ語版）、ハレ県（英語版、ドイツ語版）、マクデブルク県（英語版、ドイツ語版）
  - ニーダーザクセン州（2005年1月1日） : ブラウンシュヴァイク県（英語版、ドイツ語版）、ハノーファー県（英語版、ドイツ語版）、リューネブルク県（英語版、ドイツ語版）、ヴェーザー＝エムス県（英語版、ドイツ語版）
  - ザクセン州（2012年3月1日）：ケムニッツ県、ドレスデン県、ライプツィヒ県
    - 2008年8月1日にRegierungsbezirke（行政管区/県）からDirektionsbezirke（管理区域）に再編されたが、名称は行政管区時代のものが引き続き使用された。